# バーマ・オイル
バーマ・オイル（英: The Burmah Oil Company）は英国FTSEに上場されたことのある英国の石油会社で、2000年に現在のBPに買収された。その名のとおり1886年にインド亜大陸での油田開発を目的にスコットランドで創設された。1890年代後半に、広大な植民地を支配していたジェームズ・フィンレイ商会の所有となった。初期のBP(当時Anglo Persian Oil Comapny)の大株主として南アジア（ビルマ・パキスタン・インド）での石油産業に深く関わると共に中東の油田発見を通じ、約1世紀にわたり英国の石油産業に大きな役割を果たした。1966年に潤滑油メーカーのカストロールを買収。1974年にはタンカー事業で大きな損失を生んだため、英国の中央銀行であるイングランド銀行が救済した。